# Leó (film, 2023)
A Leó (eredeti cím: Leo)  2023-as amerikai számítógépes animációs zenés filmvígjáték, amelyet Robert Marianetti, Robert Smigel és David Wachtenheim rendezett (Marianetti és Wachtenheim elsőfilmes rendezői debütálásában), valamint Smigel, Adam Sandler és Paul Sado írt, Sandler és Mireille Soria produceri közreműködésével. Sandler Happy Madison Productions nevű produkciós cégének második animációs filmje, amelyben a címszerepet Bill Burr, Cecily Strong és Jason Alexander mellett ő maga alakítja.
2023. november 21-én jelent meg a Netflixen. Általánosságban pozitív véleményeket kapott a kritikusoktól.

## Cselekmény
Leó, a felemásgyík és Squirtle, a floridai dobozteknős régóta egy Fort Myers-i általános iskolában élnek. Egy szülői értekezleten az ötödik osztály tanítója, Mrs. Salinas bejelenti, hogy szülési szabadságra megy, mert terhes. Amikor a szülők eljönnek, hogy kifejezzék nemtetszésüket a helyettesítő tanárral szemben, akit Spahn igazgató választott Mrs. Salinas helyettesítésére, Leó meghallja, hogy egyikük azt mondja, hogy a felemásgyíkok 75 évig élnek, és kétségbeesik, amikor rájön, hogy 74 éves, és nem teljesítette álmait, hogy eljusson az Evergladesbe. Másnap megérkezik a szigorú helyettesítő Virginia Malkin, akit a diákok hamar megutálnak.
Leót egy túlságosan beszédes lány, Summer viszi haza a hétvégére. Miközben megpróbál elmenekülni, Leó véletlenül elárulja Summernek, hogy tud beszélni, és azt javasolja neki, hogy tegyen fel több kérdést, hogy javítsa az osztálytársakkal folytatott beszélgetéseit. Ennek eredményeképpen Summer népszerűbbé válik. Egymás után, Eli, Jayda, két fiú, akiket mindketten Cole-nak hívnak, Skyler, Logan, Mia, Kabir, TJ, Zane és Anthony ebben a sorrendben viszik haza Leót minden hétvégén, és bíznak meg benne a saját problémáikkal és gondjaikkal. Ő bölcsességgel és támogatással látja el őket, ami minden egyes diák életét jobbá teszi. Leó azonban azt kéri, hogy minden diák tartsa titokban a beszélő képességét a többiek előtt, és ne mondja el egyiküknek sem, hogy a többiek tudják, hogy tud beszélni.
Squirtle féltékeny a figyelemre, amit Leó kap és úgy dönt, hogy leleplezi őt. Az osztály elárulva érzi magát, és semmibe veszi Leót. Ms. Malkin hazaviszi Leót, amikor rájön, hogy beszél és segít a diákjainak. Leó megtudja, hogy a nő sosem valósította meg álmát, hogy igazi tanár legyen, ezért mindig gonosz a többi diákkal, és megpróbál tanácsot adni neki.
Másnap a tanulók történelmi előadásaikkal megnyerik a történelemvásárt. A nyereményük egy kirándulás a Magic Land Parkba. Ms. Malkin, aki az összes babért magáénak akarja tudni, otthagyja Leót az Evergladesben. Amikor a diákok úgy döntenek, hogy bocsánatot kérnek Leótól, felfedezik, hogy eltűnt. Ms. Malkin azt hazudja az osztálynak, hogy Leo elhagyta őket.
Miközben a diákok Varázsföldre utaznak, a bűntudattól gyötört Squirtle Eli drónjával utoléri őket, és elárulja, hogy Ms. Malkin hazudott, mire ő beismeri. A diákok és Ms. Malkin eltérítik a buszt, hogy megtalálják Leót. Eközben Leó megtudja a vad felemásgyíktól, hogy több mint 110 évig is élhet, ami új erőre kap. Leót egy csapat aligátor fenyegeti, de a diákok megmentik.
A tanév utolsó napján Leó azt mondja az osztálynak, hogy vigyázzanak egymásra, amikor belépnek a középiskolába. Ms Malkin teljes munkaidős tanári állást kap Spahn igazgatótól, és azonnal az óvodásokhoz kerül, Leo és Squirtle pedig az osztály háziállatai lesznek.

## Szereplők
| Szerep         | Eredeti hang                | Magyar hang         |
| -------------- | --------------------------- | ------------------- |
| Leó            | Adam Sandler                | Csankó Zoltán       |
| Squirtle       | Bill Burr                   | Miller Zoltán       |
| Ms. Malkin     | Cecily Strong               | Nádasy Erika        |
| Jayda apja     | Jason Alexander             | Szemenyei János     |
| iskolaigazgató | Rob Schneider               | Dévai Balázs        |
| Mrs. Salinas   | Allison Strong              | Széles Flóra        |
| Komura edző    | Jo Koy                      | Kádár-Szabó Bence   |
| Jayda          | Sadie Sandler               | Engel-Iván Lili     |
| Summer         | Sunny Sandler               | Bak Julianna        |
| Zane           | Coulter Ibanez              | Bősz Mirkó          |
| Cole           | Bryant Tardy (magas hangja) | Kovács András Bátor |
| Cole           | Corey J (mély hangja)       | Endrődy Regő        |
| Anthony        | Ethan Smigel                | Peregovits Dániel   |
| Skyler         | Tienya Safko                | Hegedűs Johanna     |
| Logan          | Gloria Manning              | Stern Hanna         |
| Anthony        | Ethan Smigel                | Peregovits Dániel   |
| Eli            | Roey Smigel                 | Felvégi Bendegúz    |
| Benji          | Roey Smigel                 | Mohácsi Levente     |
| Mia            | Reese Lores                 | Csaba Zsófia Blanka |
| Kabir          | Benjamin Bottani            | Vidócz Máté         |
| TJ             | Aldan Liam Phillipson       | Ádám Kristóf Mihály |
| Jayda anyja    | Jackie Sandler              | Cserna Lulu         |
| Eli anyja      | Heidi Gardner               | Hábermann Lívia     |
| Nyuszedli      | Nick Swardson               | Seder Gábor         |
| Skyler anyja   | Stephanie Hsu               | Sipos Eszter Anna   |

### Magyar változat
- Magyar szöveg: Tukora Katinka
- Hangmérnök: Farkas László
- Felvevő hangmérnök: Mihályfi Kristóf
- Vágó: Kajdácsi Brigitta
- Gyártásvezető: Gelencsér Adrienne
- Szinkronrendező: Tabák Kata
- Zenei rendező: Molnár Gábor

A szinkront a Mafilm Audio Kft. készítette el.

## A film készítése
2016 májusában jelentették be, hogy Adam Sandler egy animációs filmterv producere (a Happy Madison Productions keretében), társírója és főszereplője lesz. A filmet a Netflix Animation's Animal Logic animálta. Zenéjét Geoff Zanelli szerezte.

## Bemutató
A Leó előzetese 2023. június 14-én volt az Annecy Nemzetközi Animációs Filmfesztiválon, mielőtt a Netflix 2023. november 21-én megjelentette volna.

## Fordítás
- Ez a szócikk részben vagy egészben  a   Leo (2023 American film) című angol Wikipédia-szócikk fordításán alapul.  Az eredeti cikk szerkesztőit annak laptörténete sorolja fel. Ez a jelzés csupán a megfogalmazás eredetét és a szerzői jogokat jelzi, nem szolgál a cikkben szereplő információk forrásmegjelöléseként.